# Macromitrium hymenostomum
Macromitrium hymenostomum là một loài Rêu trong họ Orthotrichaceae. Loài này được Mont. mô tả khoa học đầu tiên năm 1845.